# Calascio

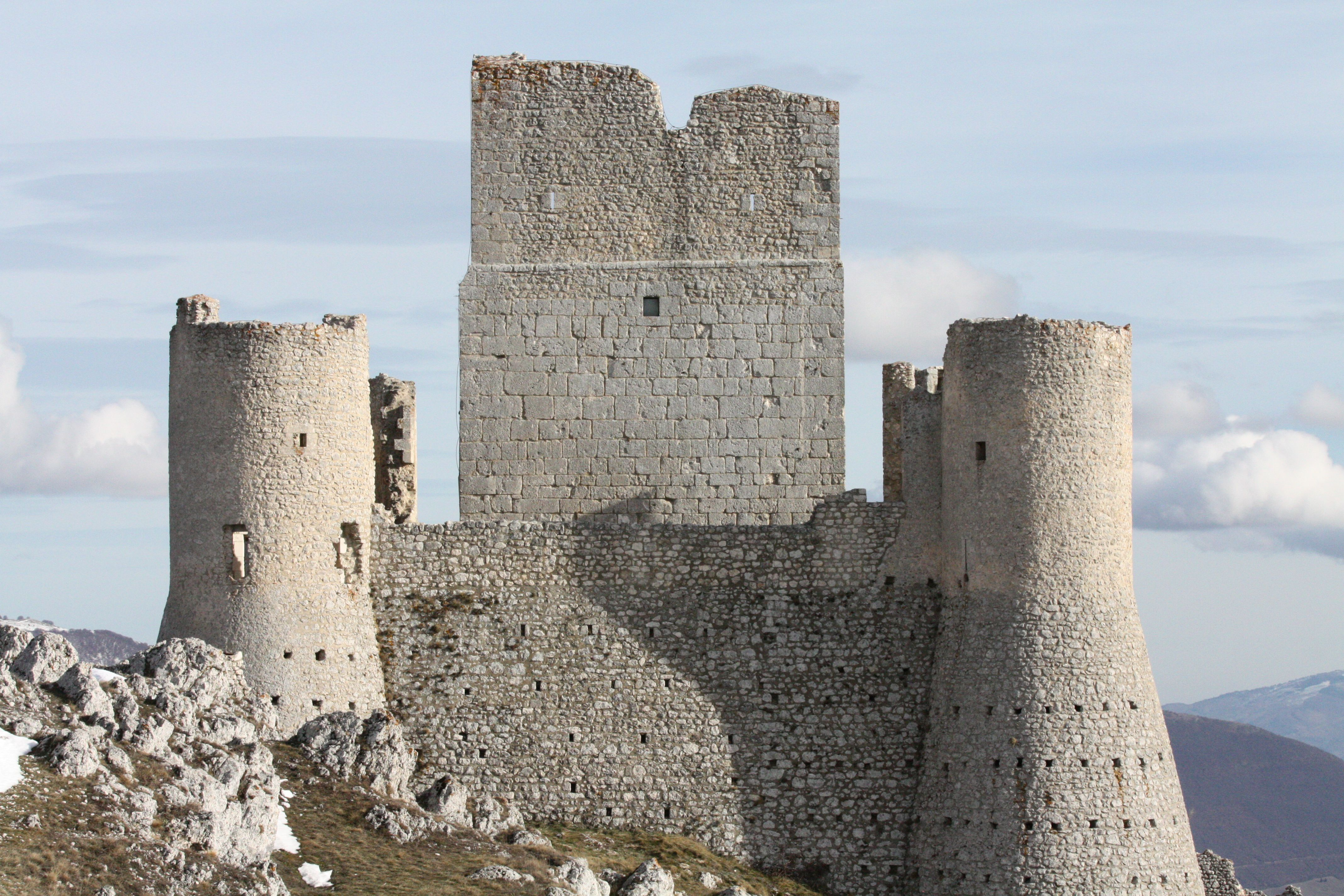
Rocca Calascio

Calascio ist eine italienische Gemeinde (comune) mit 125 Einwohnern (Stand 31. Dezember 2023) in der Provinz L’Aquila, Region Abruzzen. Sie gehört zur Comunità montana Campo Imperatore-Piana di Navelli.

## Geographie
Calascio liegt im südlichen Bereich des Gran-Sasso-Massivs zwischen der Hochfläche von Campo Imperatore und dem Tal des Tirino auf einer Höhe von 1210 m s.l.m. Sie ist in Luftlinie etwa 24,5 Kilometer ostsüdöstlich von L’Aquila entfernt und grenzt an die Provinz Teramo. Die einzige Fraktion der Gemeinde ist Rocca Calascio. Das Gemeindegebiet liegt im Nationalpark Gran Sasso und Monti della Laga.

## Geschichte
Der Dorfkern ist normannischen Ursprungs und bereits 816 in einem Dokument Ludwigs des Frommen nachgewiesen.